# Municipio de Moravske Toplice
Moravske Toplice es un municipio de Eslovenia, situado en el noreste del país. Su capital es la localidad de Moravske Toplice. Pertenece a la región estadística del Mura y a la región histórica de Transmurania. Su término municipal es fronterizo con Hungría.
En 2019, el municipio tenía una población de 5812 habitantes.
Aunque es un área de mayoría católica, en torno al 40% de la población local es de religión luterana, una religión muy minoritaria en el país. Debido a ello, el municipio se considera uno de los centros culturales del luteranismo en Eslovenia, con varios templos importantes repartidos por el término municipal. Étnicamente casi todos los habitantes del municipio son eslovenos, aunque hay una pequeña minoría de magiares que forma el 5% de la población.

## Localidades
El municipio comprende los pueblos de Andrejci, Berkovci, Bogojina, Bukovnica, Čikečka vas, Filovci, Fokovci, Ivanci, Ivanjševci, Ivanovci, Kančevci, Krnci, Lončarovci, Lukačevci, Martjanci, Mlajtinci, Moravske Toplice (la capital), Motvarjevci, Noršinci, Pordašinci, Prosenjakovci, Ratkovci, Sebeborci, Selo, Središče, Suhi Vrh, Tešanovci y Vučja Gomila.